# 岩田村 (和歌山県)
岩田村（いわだむら）は、和歌山県西牟婁郡にあった村。現在の上富田町大字岩田・岡にあたる。

## 地理
- 山岳：高畑山
- 河川：富田川、田熊川、岡川

## 歴史
- 1889年（明治22年）4月1日 - 町村制の施行により、岩田村・岡村の区域をもって発足。
- 1956年（昭和31年）9月30日 - 市ノ瀬村と合併して上富田町が発足。同日岩田村廃止。